# Alberto Zapater
Alberto Zapater Arjol (ur. 13 czerwca 1985 w Ejea de los Caballeros) – piłkarz hiszpański grający na pozycji defensywnego pomocnika w Atlético Ottawa.

## Kariera klubowa
Zapater pochodzi z Saragossy i tam też rozpoczął piłkarską karierę w młodzieżowej drużynie Realu Saragossa. W 2004 roku po raz pierwszy zauważono go w lidze juniorów, gdy zdobył 14 goli. Ówczesny trener klubu Víctor Muñoz postanowił włączyć młodego piłkarza do pierwszoligowej drużyny. Po raz pierwszy w składzie pojawił się już w przegranym 0:1 spotkaniu Superpuchar Hiszpanii z Valencią i był jednym z najlepszych piłkarzem Realu w tym meczu. Udanie spisał się też w rewanżu, wygranym w Saragossie 3:1, dzięki któremu Real wywalczył trofeum. W Primera División Zapater zadebiutował 29 sierpnia w wygranym 3:1 meczu z Getafe CF. Mając 19 lat wywalczył sobie pewne miejsce w składzie grając jako defensywny pomocnik. Wystąpił w 31 spotkaniach ligowych i zdobył 1 gola, w przegranym 1:2 meczu z Realem Sociedad. W lidze zajął z Saragossą 12. pozycję, a zaliczył też występy w Pucharze UEFA.
W sezonie 2005/2006 Zapater doprowadził Real do finału Pucharu Hiszpanii. Po drodze zespół z Aragonii wyeliminował m.in. Barcelonę i Real Madryt, jednak w finale uległ 1:4 Espanyolowi Barcelona. W lidze Alberto wystąpił w 35 meczach, jednak nie zdobył w nich gola. Także w sezonie 2006/2007 ani razu nie trafił do siatki rywali, ale znów był czołowym zawodnikiem zespołu i zajął z nim wysokie 6. miejsce, gwarantujące start w Pucharze UEFA.
W lipcu 2009 roku za 4,5 miliona euro Zapater odszedł do włoskiej Genoi. W Serie A zadebiutował 23 sierpnia w wygranym 3:2 meczu z AS Roma, w którym zdobył gola. Po sezonie Zapater odszedł do lizbońskiego Sportingu w rozliczeniu za Miguela Veloso. Swój debiut w Sportingu zanotował 22 sierpnia 2010 w meczu z CS Marítimo (1:0). W Spotingu spędził jeden sezon.
W 2011 roku Zapater został zawodnikiem Łokomotiwu Moskwa. W Łokomotiwie zadebiutował 10 września 2011 w zwycięskim 4:2 domowym meczu z Zenitem Petersburg. W 2016 wrócił do Realu Saragossa.
| Sezon   | Klub             | Kraj       | Rozgrywki        | Mecze | Bramki |
| ------- | ---------------- | ---------- | ---------------- | ----- | ------ |
| 2004/05 | Real Saragossa   | Hiszpania  | Primera División | 31    | 1      |
| 2005/06 | Real Saragossa   | Hiszpania  | Primera División | 35    | 0      |
| 2006/07 | Real Saragossa   | Hiszpania  | Primera División | 35    | 0      |
| 2007/08 | Real Saragossa   | Hiszpania  | Primera División | 36    | 2      |
| 2008/09 | Real Saragossa   | Hiszpania  | Segunda División | 40    | 2      |
| 2009/10 | Genoa CFC        | Włochy     | Serie A          | 28    | 3      |
| 2010/11 | Sporting CP      | Portugalia | Primeira Liga    | 22    | 2      |
| 2010/11 | Łokomotiw Moskwa | Rosja      | Priemjer-Liga    | 21    | 1      |
| 2012/13 | Łokomotiw Moskwa | Rosja      | Priemjer-Liga    | 5     | 0      |
| 2013/14 | Łokomotiw Moskwa | Rosja      | Priemjer-Liga    | 1     | 0      |
| 2014/15 | Łokomotiw Moskwa | Rosja      | Priemjer-Liga    | 0     | 0      |
| 2016/17 | Real Saragossa   | Hiszpania  | Segunda División | 42    | 0      |
| 2017/18 | Real Saragossa   | Hiszpania  | Segunda División | 39    | 4      |
| 2018/19 | Real Saragossa   | Hiszpania  | Segunda División |       |        |

## Kariera reprezentacyjna
W 2005 roku Zapater wraz z młodzieżową reprezentacją Hiszpanii U-20 wziął udział w MŚ U-20 w Holandii. Hiszpania dotarła do ćwierćfinału, w którym odpadła po porażce 1:3 z Argentyną. Honorowego gola dla Hiszpanów zdobył Zapater. Następnie piłkarz rozegrał 14 spotkań dla reprezentacji U-21.